# 에이쿄
에이쿄(永享 えいきょう)는 일본의 연호(元号) 중 하나이다.
- 전후 : 쇼초(正長) 이후 - 가키쓰(嘉吉) 이전.
- 시기 : 1429년 ~ 1440년
- 천황 : 고하나조노 천황
- 쇼군 : 무로마치 막부의 아시카가 요시노리

## 개원(改元)
- 쇼초 2년 9월 5일(율리우스력 1429년 10월 3일), 고하나조노 천황의 즉위에 따라 개원.
- 에이쿄 13년 2월 17일(율리우스력 1441년 3월 10일), 가키쓰로 개원된다.

## 출전
『후한서(後漢書)』의 「能立魏魏之功、傳于子孫、永享無窮之祚」.

## 에이쿄 시기에 일어난 일
- 3년
  - 오우치 모리하루가 지쿠젠 하기와라(萩原)에서 오토모 씨, 쇼니씨에게 공격당해 전사하다.
- 4년
  - 막부 쇼군 아시카가 요시노리가 일명무역(감합무역, 조공무역)을 부활시키다.
  - 10월 : 호소카와 모치유키가 간레이(管領)에 취임하다.
- 5년
  - 永享の山門騒動
- 10년
  - 8월 16일 : 에이쿄의 난. 가마쿠라 구보(公方)・아시카가 모치우지가 간토 간레이(関東管領)・우에스기 노리자네의 공격에 대응해 출진.
- 11년
  - 6월 27일 : 아스카이 마사요가 『신쇼쿠코킨와카슈(新続古今和歌集)』를 찬상(撰上).
- 12년
  - 유키 전투.
- 에이쿄 연간(1429년(에이쿄 원년) ~ 1441년(에이쿄 13년))
  - 쓰치우라 성 축성.

## 서력과의 대조표
| 에이쿄 | 원년   | 2년    | 3년    | 4년    | 5년    | 6년    | 7년    | 8년    | 9년    | 10년   | 11년   | 12년   | 13년   |
| ------ | ------ | ------ | ------ | ------ | ------ | ------ | ------ | ------ | ------ | ------ | ------ | ------ | ------ |
| 서력   | 1429년 | 1430년 | 1431년 | 1432년 | 1433년 | 1434년 | 1435년 | 1436년 | 1437년 | 1438년 | 1439년 | 1440년 | 1441년 |
| 간지   | 기유   | 경술   | 신해   | 임자   | 계축   | 갑인   | 을묘   | 병진   | 정사   | 무오   | 기미   | 경신   | 신유   |

## 같이 보기
- 일본의 연호 일람

| 이전 쇼초 | 일본의 연호 1429년 ~ 1441년 | 다음 가키쓰 |